# Nagórki (Olsztyn)
Nagórki (niem. Bergenthal) – osiedle (jednostka pomocnicza gminy), będące częścią oficjalnego podziału administracyjnego Olsztyna, znajdujące się w południowo-centralnej części miasta.
Zabudowane głównie wieżowcami i blokami czteropiętrowymi pochodzącymi z lat '70 i '80 XX wieku.

## Zabytki
Do wojewódzkiego rejestru zabytków wpisane są obiekty:
- zespół pałacowy z XIX/XX w.: 
  - pałac,
  - wozownia,
  - park

## Granice osiedla
- od północy: od al. gen. W. Sikorskiego w kierunku północno-wschodnim po granicy ogrodów działkowych biegnie do skrzyżowania ul. Wincentego Pstrowskiego  z ul. Dworcową. Następnie załamuje się w kierunku wschodnim i południowym skrajem ul. Wincentego Pstrowskiego biegnie do skrzyżowania z ulicami Kard. S. Wyszyńskiego i Synów Pułku.
- od wschodu: od skrzyżowania jw. wschodnim skrajem ul. Synów Pułku do skrzyżowania z ul. I. Krasickiego, dalej załamuje się w kierunku południowo-wschodnim i zachodnim skrajem ul. I. Krasickiego biegnie do skrzyżowania z ul. M. Wańkowicza i dalej wschodnim skrajem ul. I. Krasickiego biegnie do ul. E. Turowskiego i graniczy z osiedlami Pieczewo i Mazurskim.
- od południa: granica przebiega w kierunku zachodnim linią prostą (na południe od ul. E. Turowskiego) od ul. I. Krasickiego do ul. Jarockiej gdzie na zapleczu nieruchomości o nr porządkowym od nr 15 do nr 1, załamuje się i biegnie w kierunku północnym, a następnie ponownie załamuje się i biegnie w kierunku zachodnim docierając do Al. Gen W. Sikorskiego, graniczy z północną stroną osiedla Jaroty.
- od zachodu: granica przebiega w kierunku  północnym, wschodnim skrajem Al. Gen W. Sikorskiego na odcinku od ul. Jarockiej do punktu wyjścia. Graniczy ze wschodnią stroną osiedla Brzeziny.

## Komunikacja
- Ulice

Główną ulicą osiedla jest ul. Wańkowicza, rozciągająca się pomiędzy ulicami Krasickiego i Sikorskiego. Ulice Orłowicza, Barcza i Murzynowskiego stanowią największe na Nagórkach drogi międzyosiedlowe. Z Nagórek do centrum Olsztyna dostać się można ulicami Synów Pułku bądź Sikorskiego. Nagórki sąsiadują także z osiedlem Jaroty, do której prowadzą ulice Sikorskiego i Krasickiego.
- Komunikacja miejska

Na terenie osiedla znajduje się obecnie 1 pętla autobusowa. Do końca 2015 przez teren osiedla przebiegały trasy 5 linii dziennych oraz jednej nocnej: 2, 11, 21, 25, 31 oraz 100. Nieopodal przebiegały również trasy linii 13, 15, 17, 20, 24, 26, 27, 30, 33, 34. Pierwszy autobus MPK pojawił się na Nagórkach w 1981 roku. Był to pojazd linii numer 2, jeżdżący z Nagórek do Sanatorium. W związku z uruchomieniem linii tramwajowych w roku 2016, nastąpiła zmiana numeracji i przebiegu niektórych linii autobusowych. I tak przez centrum Nagórek ulicą Wańkowicza jeżdżą takie linie jak 121, 205, nocna linia N01 i linia 111 która kończy trasę na pętli autobusowej "nagórki", a obok ulicą Krasickiego przejeżdżają linie autobusowe numer: 116, 117, 126, 131, 141 oraz tramwaje linii 4 i 5,  ulicą Sikorskiego kursują tramwaje nr.1, 2, 3, jak również autobusy 127, 130, 136, 303, 307.

## Edukacja
- Zespół Szkół Ogólnokształcących nr 3 (IX Liceum Ogólnokształcące, Gimnazjum nr 9 oraz Szkoła Podstawowa nr 25)
- Ośrodek Doskonalenia Nauczycieli
- Przedszkole Miejskie Nr 23
- Przedszkole Miejskie Nr 31
- Przedszkole Miejskie Nr 32
- Przedszkole Miejskie Nr 8
- Szkoła Podstawowa Nr 12
- Zespół Szkół Ogólnokształcących nr 4
- Szkoła Podstawowa Nr 4 Specjalna
- Przedszkole Prywatne URWIS

## Handel i usługi
Na terenie osiedla działają 8 supermarketów spożywczych: Stokrotka, 3 Biedronki, Lidl, PSS Społem. Na granicach znajdują się Carrefour i Auchan, Galeria Warmińska, Obi (do grudnia 2017 roku Praktiker) oraz otwarty 14 grudnia 2018 roku Leroy Merlin.